# Liste der Kulturdenkmale in Chemnitz-Reichenbrand
In der Liste der Kulturdenkmale in Chemnitz-Reichenbrand sind die Kulturdenkmale des Chemnitzer Stadtteils Reichenbrand verzeichnet, die bis September 2024 vom Landesamt für Denkmalpflege Sachsen erfasst wurden (ohne archäologische Kulturdenkmale). Die Anmerkungen sind zu beachten.
Diese Aufzählung ist eine Teilmenge der Liste der Kulturdenkmale in Chemnitz.

## Liste der Kulturdenkmale in Chemnitz-Reichenbrand
| Bild                                    | Bezeichnung | Lage                                     | Datierung | Beschreibung | ID       |
| --------------------------------------- | --- | ---------------------------------------- | --- | --- | -------- |
| Weitere Bilder                          | Mehrfamilienhaus einer Wohnanlage (zusammen mit Reichenbrander Straße 12-16) | An den Gütern 1, 3, 5 (Karte)            | 1953 | Architektonisch anspruchsvoller Wohnkomplex, zurückhaltende historisierende Gestaltung im Stil der „nationalen Traditionen“, städtebaulich wirkungsvolle, dreiseitig geschlossene Gruppierung, Geschossdecken in der für die Chemnitzer Nachkriegsarchitektur typischen Gewölbebauweise ausgeführt | 09204604 |
| Weitere Bilder                          | Scheune mit Torhaus und Seitengebäude eines Dreiseithofes | An den Gütern 8 (Karte)                  | 18. Jahrhundert | Scheune mit weitgehend unverändert erhaltener, verblatteter Fachwerkkonstruktion im Inneren, hohes Satteldach, zugehöriges Torhaus direkt angrenzend, Seitengebäude mit Fachwerkobergeschoss, gut erhalten, baugeschichtlich von Bedeutung | 09203602 |
|                                         | Wohnhaus mit Scheune | Darwinstraße 6 (Karte)                   | 2. Drittel 19. Jahrhundert | Mächtiges Wohnhaus in ländlichen Formen mit Fachwerk im Obergeschoss, außergewöhnlich langgestreckte Scheune mit sichtbarem Fachwerk, baugeschichtlich von Bedeutung | 09203647 |
|                                         | Wohnhaus | Grenzweg 3 (Karte)                       | 1836 (Dendro) | Schlichtes ländliches Wohnhaus mit originalem Fachwerk im Obergeschoss hinter der Verkleidung, baugeschichtlich von Bedeutung | 09203637 |
|                                         | Wohnhaus | Gutssteig 4 (Karte)                      | 1. Viertel 19. Jahrhundert | Gut erhaltenes ländliches Wohnhaus mit teilweise sichtbarem Fachwerk-Obergeschoss unter Verkleidung, baugeschichtlich von Bedeutung | 09203657 |
|                                         | Wohnhaus mit Nebengebäuden und Laden mit Ausstattung | Hohensteiner Straße 2 (Karte)            | 1832 (Wohnhaus); um 1900 (Laden) | Einfaches ländliches Wohnhaus, sichtbare Fachwerkkonstruktion im Obergeschoss, prominente Lage in unmittelbarer Nachbarschaft der Dorfkirche, charakteristische hofumschließende Nebengebäude, Laden mit original erhaltener Glasdecke, baugeschichtlich von Bedeutung | 09203623 |
| Weitere Bilder                          | Rathaus und Anbau | Hohensteiner Straße 4 (Karte)            | 1912, im Kern älter (1885) | Mächtiger Baukörper mit symmetrischer Massengliederung und durch markantes Turmmotiv betontem Mitteleingang, ortsbildprägend an Straßenkurve gelegen, als Schule errichtet, ab 1912 Rathaus, baugeschichtlich von Bedeutung | 09203588 |
| Weitere Bilder                          | Feuerwehrgerätehaus (im Hof des ehemaligen Rathauses Reichenbrand) | Hohensteiner Straße 4 (Karte)            | 1910er Jahre | Schlichter, aber gut proportionierter Zweckbau mit originalen Fenstern und Toren, seitlich angesetzter Schlauchansatz, Turm mit zurückhaltendem, die Bauform betonendem Putzdekor, seltenes Beispiel eines anspruchsvoll gestalteten Zweckbaus, ortsgeschichtlich von Bedeutung | 09203589 |
|                                         | Wohnhaus in offener Bebauung mit Laden und originaler Ladenausstattung | Hohensteiner Straße 11 (Karte)           | Um 1905 | Städtebaulich von Bedeutung, erhaltenswert aufgrund der qualitätvollen Ladenausstattung aus der Erbauungszeit | 09203596 |
| Weitere Bilder                          | Wohnhaus mit Seitengebäude, Scheune und Einfriedung eines Bauernhofes | Hohensteiner Straße 32 (Karte)           | Um 1800 (Bauernhaus und Seitengebäude); um 1900 (Scheune)                                                                                              | Vierseitig geschlossener Hofkomplex mit straßenseitigem Wohnhaus, Hinterhaus mit verbindendem seitlichem Gebäude in einfacher Geschlossenheit mit unter Schieferverkleidung erhaltenem Fachwerk im Obergeschoss, ungewöhnliches Türgewände in spätbarocker Form, baugeschichtlich von Bedeutung | 09203585 |
|                                         | Wohnhaus mit Anbau (möglicherweise als Auszugshaus genutzt) | Hohensteiner Straße 52 (Karte)           | Um 1800 | Ländliche Wohnhausgruppe mit unterschiedlichen Dachformen, markante Staffelung der Baukörper, Fachwerk im Obergeschoss, baugeschichtlich von Bedeutung | 09203607 |
|                                         | Wohnhaus | Hohensteiner Straße 56 (Karte)           | 1. Viertel 19. Jahrhundert | Ländliches Wohnhaus mit erhaltenem Fachwerk-Obergeschoss unter Schieferbekleidung, baugeschichtlich von Bedeutung | 09203652 |
|                                         | Wohnhaus | Hohensteiner Straße 62 (Karte)           | 1. Viertel 19. Jahrhundert | Gut erhaltenes ländliches Wohnhaus mit erhaltenem Fachwerk unter Schieferbekleidung des Obergeschosses, baugeschichtlich von Bedeutung | 09203651 |
| Weitere Bilder                          | Mietshaus mit Vorgarten | Jagdschänkenstraße 28 (Karte)            | Um 1905 | Qualitätvoller Mietsbau mit kräftiger plastischer Fassadengestaltung, weitgehend original, baugeschichtlich von Bedeutung | 09203664 |
| Weitere Bilder                          | Mietvilla mit Vorgarten und Einfriedung | Jagdschänkenstraße 44 (Karte)            | Um 1900 | Anspruchsvoll gestalteter gründerzeitlicher Wohnbau, kräftige architektonische Gliederung, baugeschichtlich von Bedeutung | 09203665 |
|                                         | Mietvilla mit Vorgarten und Einfriedung | Jagdschänkenstraße 46 (Karte)            | Um 1905 | Qualitätvoller Wohnbau mit ländlichen Ziermotiven, baugeschichtlich von Bedeutung | 09203666 |
| Weitere Bilder                          | Verwaltungsgebäude mit Vorgarten (ehemals Hauptverwaltung der SDAG Wismut, heute Deutsche Rentenversicherung Knappschaft-Bahn-See)                                                                             | Jagdschänkenstraße 50 (Karte)            | 1950–1952 (Verwaltung); bezeichnet mit 1951 (Saal) | Herausragender Vertreter der an den „nationalen Traditionen“ orientierten Architektur der frühen 1950er Jahre in der DDR, historisch bedeutsam als repräsentativer Firmensitz der Wismut AG, städtebaulich wirksame Einheit mit gegenüberliegender Jagdschänkenstraße 29 (Chemnitz-Siegmar), baugeschichtlich und straßenbildprägend von Bedeutung | 09203667 |
|                                         | Kontorhaus und Pförtnerhaus einer Fabrik (siehe Elite-Diamant-Werke Nevoigtstraße 6) | Kaufmannstraße 25 (Karte)                | Laut Auskunft 1924 | Markanter, qualitätvoller Bau mit auf die Hofeinfahrt bezogener Akzentuierung der Massengliederung, differenziert gestaltete Putzfassade, weitgehend original erhalten, Teil der Diamant-Fahrradwerke, baugeschichtlich von Bedeutung | 09203597 |
| Weitere Bilder                          | Wohnstallhaus und Seitengebäude eines Dreiseithofes | Kirchstraße 5 (Karte)                    | 1. Drittel 19. Jahrhundert (Seitengebäude); bezeichnet mit 1879 (Wohnstallhaus)                                                                        | Original erhaltenes Hofensemble, beide Gebäude mit Fachwerk im Obergeschoss, baugeschichtlich von Bedeutung | 09203658 |
| Weitere Bilder                          | Wohnstallhaus und Scheune eines Dreiseithofes | Kirchstraße 14 (Karte)                   | Um 1800 | Gut erhaltene Gebäude mit teilweise sichtbarem Fachwerk im Obergeschoss unter mächtigem Satteldach mit kleinem Schopf (nur Wohnstallhaus), originale Fenstergrößen, baugeschichtlich von Bedeutung | 09203641 |
| Weitere Bilder                          | Schule mit Anbau, Turnhalle und Aula | Lennéstraße 1 (Karte)                    | 1912 (Altbau); 1961 (Anbau, Turnhalle, Aula) | Mächtiger Altbau im Heimatstil, bemerkenswert gut und unverändert erhaltene Erweiterungsbauten der ausgehenden 1950er Jahre mit architektonisch reizvollem Eingangsbereich, weitestgehend originale Innenausstattung der 1950er Jahre (Treppengeländer, Türen, Lampen, Garderobenschränke, Fresko im ersten Obergeschoss, Bestuhlung und Farbfassung der Aula), baugeschichtlich und ortsgeschichtlich von Bedeutung. Die Bestuhlung der Aula wurde 2014 ausgebaut und eingelagert. | 09203644 |
| Weitere Bilder                          | Wohnhaus | Lennéstraße 6 (Karte)                    | Bezeichnet mit 1846 | Ländliches Wohnhaus mit erhaltenem Fachwerk-Obergeschoss, baugeschichtlich von Bedeutung | 09203645 |
| Weitere Bilder                          | Zwei Mietshäuser einer kleinen Wohnanlage | Lennéstraße 12, 14 (Karte)               | 1920er Jahre | Qualitätvolle, zeittypische Wohnbauten mit architektonisch gelungenem verbindenden Torhaus, baugeschichtlich von Bedeutung | 09203646 |
|                                         | Villa mit Teilen des Gartens | Mendelejewstraße 1 (Karte)               | 1908 | Repräsentativer Wohnbau mit markanten Gestaltungsdetails, besonders wertvoll die weitgehend original erhaltene Innenausstattung in Formen eines späten, geometrischen Jugendstils, Treppenhaus mit Deckenstuck und fester Möblierung, baugeschichtlich von Bedeutung | 09203663 |
|                                         | Villa mit Garten, Einfriedung und Remise | Mendelejewstraße 2 (Karte)               | 1925 | Nahezu vollständig erhaltenes, repräsentatives Villengebäude in sehr anspruchsvoller Gestaltung, markanter Turm mit schiefergedeckter Haube als gliederndes Mittelmotiv der Straßenfassade, Eckerker, Remisengebäude mit Sichtfachwerk, baugeschichtlich und gartenkünstlerisch von Bedeutung | 09203591 |
| Weitere Bilder                          | Villa mit Garten | Mendelejewstraße 8 (Karte)               | Um 1930 | Gut erhaltener, qualitätvoller Bau von zurückhaltendem Charakter, markanter Vorbau auf mächtiger Pfeilerkonstruktion zur Gartenseite, beherrschendes Mansard-Walmdach mit akzentuiert gestaltetem Dacherker, baugeschichtlich und gartenkünstlerisch von Bedeutung | 09203598 |
|                                         | Villa mit Garten und Einfriedung | Mendelejewstraße 10 (Karte)              | 1909 laut Auskunft | Repräsentativer Villenbau, außen zurückhaltend gestaltet und teilweise überformt, innen jedoch aufwendig ausgestaltet und vollständig original erhalten, baugeschichtlich und gartenkünstlerisch von Bedeutung | 09203668 |
| Weitere Bilder                          | Seitengebäude eines ländlichen Wohnhauses | Mitschurinstraße 17 (Karte)              | 18. Jahrhundert | Aufgrund seines Alters bedeutsamer ländlicher Bau, vermutlich mit Oberlaube, sichtbare Fachwerkkonstruktion mit Kreuzstreben und Verblattungen, baugeschichtlich von Bedeutung | 09203659 |
| Weitere Bilder                          | Fabrikanlage der Diamant Werke Gebrüder Nevoigt mit Fertigungsgebäuden an der Straße aus drei Bauteilen und einem Fertigungsgebäude im Hof, weiterhin Portiershäuschen mit Verwaltungsgebäude sowie Vorgarten  | Nevoigtstraße 6 (Karte)                  | Um 1900 (Fabrikgebäude); um 1905 (Fabrikgebäude); um 1910 (Fabrikgebäude); 1920er Jahre (Verwaltungsgebäude); um 1930 (rückwärtiges Fertigungsgebäude) | Umfangreiche Fabrikanlage mit Bauteilen aus fünf verschiedenen Phasen, markante straßenparallele Bebauung, rückwärtiges Produktionsgebäude mit charakteristischem Treppenturm, bekrönt vom Firmenschriftzug, industriegeschichtliche Bedeutung als Produktionsstätte der Diamant-Fahrräder, baugeschichtlich und technikgeschichtlich von Bedeutung | 09203662 |
|                                         | Villa mit Garten und Einfriedung | Nevoigtstraße 10 (Karte)                 | Um 1920 | Repräsentativer Bau mit eckbetonter Fassadengliederung und massiger Eingangsloggia mit aufgesetztem Erker, beherrschendes Mansarddach, Fenster teilweise mit Buntglaseinsätzen, baugeschichtlich und gartenkünstlerisch von Bedeutung | 09203632 |
|                                         | Mietvilla mit Garten | Nevoigtstraße 14 (Karte)                 | Um 1905 | Wohnbau mit ländlichen Ziermotiven, bemerkenswerte Details, Verdacht auf Innenbefund, baugeschichtlich von Bedeutung | 09203633 |
| Weitere Bilder                          | Mietvilla mit Garten und Einfriedung | Nevoigtstraße 16 (Karte)                 | Bezeichnet mit 1906 | Anspruchsvoll gestaltetes Wohnhaus mit jugendstilartig differenziertem Flächenrelief und qualitätvollem, zurückhaltendem Putzdekor, Eingangstür und Vestibül weitgehend original, baugeschichtlich und gartenkünstlerisch von Bedeutung | 09203635 |
| Weitere Bilder                          | Villa mit Garten und Einfriedung | Nevoigtstraße 18 (Karte)                 | Um 1910 | Zurückhaltend, aber anspruchsvoll gestalteter Wohnbau auf kräftig rustiziertem Sockel mit strenger Fachwerkgliederung an Erkern und Eingangsvorbau, baugeschichtlich und gartenkünstlerisch von Bedeutung | 09203636 |
|                                         | Villa mit Garten | Nevoigtstraße 23 (Karte)                 | Um 1905 | Repräsentativer Wohnbau mit asymmetrischer Massengliederung im Stil der Burgenromantik, markantes Turmmotiv, baugeschichtlich und gartenkünstlerisch von Bedeutung | 09203634 |
|                                         | Mietvilla mit Garten und Einfriedung | Nevoigtstraße 31 (Karte)                 | Um 1910 | Zurückhaltend, aber anspruchsvoll gestalteter Baukörper mit differenziertem geometrischem Putzdekor, außergewöhnlich gut erhalten, Verdacht auf Innenbefund, baugeschichtlich und gartenkünstlerisch von Bedeutung | 09203630 |
| Weitere Bilder                          | Villa mit Vorgarten | Nevoigtstraße 36 (Karte)                 | Um 1905 | Anspruchsvolles Wohngebäude mit repräsentativem Vestibül und markanter Loggia, zum Teil qualitätvolle Jugendstilfenster, baugeschichtlich von Bedeutung | 09203628 |
|                                         | Villa mit Garten und Einfriedung | Oberfrohnaer Straße 29 (Karte)           | Um 1905 | Anspruchsvoll gestalteter gründerzeitlicher Wohnbau, der städtebauliche Situation in markanter Weise aufnimmt, große Treppenhausfenster mit Originalverglasung, baugeschichtlich und gartenkünstlerisch von Bedeutung | 09203672 |
|                                         | Mietvilla mit Garten und Einfriedung | Oberfrohnaer Straße 31 (Karte)           | Um 1905 | Qualitätvoller gründerzeitlicher Wohnbau, Verdacht auf reiche Innenausstattung, baugeschichtlich und gartenkünstlerisch von Bedeutung | 09203671 |
|                                         | Villa mit Remise, Einfriedung und Garten | Oberfrohnaer Straße 35 (Karte)           | Um 1905 (Villa); 1904 (Baugenehmigung für Remise) | Ländliche Villa im Schweizer Stil von baugeschichtlicher, baukünstlerischer, gartengeschichtlicher und stadtentwicklungsgeschichtlicher Bedeutung | 09203670 |
| Weitere Bilder                          | Turnhalle mit angebautem Sanitärtrakt | Ostwaldweg 2 (Karte)                     | 1920er Jahre | Anspruchsvoll gestalteter Zweckbau mit zurückhaltender Fassadengliederung, baugeschichtlich und sozialgeschichtlich von Bedeutung | 09203653 |
| Weitere Bilder                          | Wohnstallhaus und Scheune eines Dreiseithofes | Pawlowstraße 5 (Karte)                   | Um 1800 (Wohnstallhaus); 2. Hälfte 19. Jahrhundert (Scheune)                                                                                           | Original erhaltenes ländliches Wohnhaus mit intaktem Stallbereich, sichtbare Fachwerkkonstruktion im Obergeschoss, mächtiges Satteldach, baugeschichtlich von Bedeutung | 09203655 |
|                                         | Mietvilla mit Vorgarten | Pelzmühlenstraße 13 (Karte)              | Bezeichnet mit 1904 | Villa mit charakteristischen ländlichen Formmotiven, weitgehend original erhaltenes Inneres, baugeschichtlich von Bedeutung | 09203617 |
| Weitere Bilder                          | Sportstätte, bestehend aus Turnhalle und Schwimmhalle mit Keramikwandbild (Haus der Körperkultur), Einzeldenkmale der Sachgesamtheit 09302787                                                                  | Pelzmühlenstraße 25 (Karte)              | 1949–1951 (Turnhalle und Hallenbad); 1986 (Wand- und Deckenbild)                                                                                       | Einzeldenkmale der Sachgesamtheit Kulturhaus der Bergarbeiter; zur Ausstattung gehört unter anderem ein Keramik-Wandbild von 1986, die Sportstätte wichtig als städtebauliches Pendant zum Kulturhaus der Bergarbeiter Unritzstraße 40, dazugehörig umgebender, einheitlich konzipierter Park in wesentlichen Teilen noch original erhalten, baugeschichtlich und sozialgeschichtlich von Bedeutung | 09203594 |
|                                         | Wohnhaus | Rabensteiner Straße 1 (Karte)            | 2. Drittel 19. Jahrhundert | Stattliches klassizistisches Wohnhaus in markanter Lage mit symmetrischer, mittenbetonter Fassaden- und Dachgestaltung, weitgehend original erhalten, baugeschichtlich von Bedeutung | 09203648 |
| Weitere Bilder                          | Fabrik (Mitteldeutsche Trikotagen- und Strumpffabrik) | Reichenbrander Straße 4 (Karte)          | Um 1910 | Anspruchsvoll gestaltetes Produktionsgebäude in Ziegelmauerwerk im Reformstil der Zeit um 1910, symmetrisch gegliederte Fassaden, aufwendig gestaltetes Portal, gut erhaltenes Zeugnis der Industriegeschichte (Besteckfabrikation) | 09203639 |
| Weitere Bilder                          | Villa mit Villengarten und Einfriedung | Reichenbrander Straße 6 (Karte)          | Um 1870, später überformt | Im Kern ein Gründerzeitgebäude, späterer Umbau zur Villa, trotz Umbauten wesentliche Teile der Ausstattung erhalten, baugeschichtlich und ortsgeschichtlich von Bedeutung, der Garten mit wertvollem Altbaumbestand garten- und landschaftsgestaltend bedeutend | 09247728 |
| Weitere Bilder                          | Mehrfamilienwohnhaus einer Wohnanlage (zusammen mit An den Gütern 1-5) | Reichenbrander Straße 12, 14, 16 (Karte) | 1953 | Architektonisch anspruchsvoller Wohnkomplex, zurückhaltende historisierende Gestaltung im Stil der „nationalen Traditionen“, städtebaulich wirkungsvolle, dreiseitig geschlossene Gruppierung, Geschossdecken in der für die Chemnitzer Nachkriegsarchitektur typischen Gewölbebauweise ausgeführt, baugeschichtlich von Bedeutung | 09205021 |
|                                         | Häuslerhaus, mit Vorgarten | Teichstraße 10 (Karte)                   | 1843 laut Auskunft | Einfaches ländliches Wohnhaus, unter Verkleidung Fachwerkkonstruktion, Teil einer ländlichen Wohnhausgruppe (Teichstraße 8, 10, 12, 14, 16), baugeschichtlich von Bedeutung | 09203612 |
|                                         | Wohnhaus mit Vorgarten | Teichstraße 14 (Karte)                   | 2. Drittel 19. Jahrhundert | Einfaches ländliches Wohnhaus mit unter Verkleidung erhaltener Fachwerkkonstruktion im Obergeschoss, Teil einer ländlichen Wohnhausgruppe (Teichstraße 8, 10, 12, 14, 16), baugeschichtlich von Bedeutung | 09203611 |
|                                         | Wohnhaus mit Vorgarten | Teichstraße 16 (Karte)                   | 2. Drittel 19. Jahrhundert | Einfaches ländliches Wohnhaus mit unter Verkleidung erhaltener Fachwerkkonstruktion im Obergeschoss, Teil einer ländlichen Wohnhausgruppe (Teichstraße 8, 10, 12, 14, 16), baugeschichtlich von Bedeutung | 09203610 |
| Weitere Bilder                          | Häuslerhaus | Unritzstraße 14 (Karte)                  | 1. Drittel 19. Jahrhundert | Ländliches Wohnhaus mit unter Verkleidung erhaltener Fachwerkkonstruktion im Obergeschoss und charakteristischem Mansarddach mit Krüppelwalm, baugeschichtlich von Bedeutung | 09203615 |
|                                         | Mietshaus mit rückwärtig angebautem Kinosaal (Clubkino Siegmar, ehemals Kino Capitol) | Zwickauer Straße 425 (Karte)             | 1914 (Vorderhaus); 1937 Saalanbau (Kino) | Symmetrisch und streng gegliederter Wohnbau im Reformstil der Zeit um 1910, bemerkenswertes Gebäude aufgrund seiner frühen Nutzung als Kino, innen und außen zahlreiche originale Details, baugeschichtlich von Bedeutung | 09203627 |
| Direkt Bild zu diesem Denkmal hochladen | Mietshaus mit Vorgarten in Ecklage und offener Bebauung | Zwickauer Straße 431 (Karte)             | 1895–1905 | Qualitätvolles historistisches Wohn- und Geschäftshaus in straßenbildprägender Lage, baugeschichtlich von Bedeutung | 09305392 |
| Weitere Bilder                          | Johannesfriedhof (Sachgesamtheit) | Zwickauer Straße 457 (Karte)             | Um 1900 | Sachgesamtheit Johannesfriedhof mit folgenden Einzeldenkmalen: Friedhofskapelle, einige Grabmale, zwei Gedenksteine und ein Grabfeld für Bombenopfer des Zweiten Weltkrieges und Kriegerdenkmal für die Gefallenen des Ersten Weltkrieges (siehe 09203582) sowie Friedhofsgestaltung mit altem Baumbestand (Gartendenkmal); einheitlich gestaltete Anlage mit den aufeinander bezogenen Einzelelementen Ehrenmal und Aussegnungshalle, bemerkenswerte Familiengrabmale entlang der Längsseiten, so zum Beispiel jene der Familien Klinger und Wahren, baugeschichtlich und ortsgeschichtlich von Bedeutung | 09302913 |
| Weitere Bilder                          | Friedhofskapelle, einige Grabmale, Gedenksteine und Grabfeld für Bombenopfer des Zweiten Weltkrieges und Kriegerdenkmal für die Gefallenen des Ersten Weltkrieges (Einzeldenkmale der Sachgesamtheit 09302913) | Zwickauer Straße 457 (Karte)             | Um 1900 (Gesamtanlage); nach 1918 (Kriegerdenkmal); um 1930 (Friedhofskapelle)                                                                         | Einzeldenkmale der Sachgesamtheit Johannesfriedhof; einheitlich gestaltete Anlage mit den aufeinander bezogenen Einzelelementen Ehrenmal und Aussegnungshalle, bemerkenswerte Familiengrabmale entlang der Längsseiten, so zum Beispiel jene der Familien Klinger und Wahren, baugeschichtlich und ortsgeschichtlich von Bedeutung | 09203582 |
| Weitere Bilder                          | Häuslerhaus und Scheune | Zwickauer Straße 468 (Karte)             | Um 1800 | Ländliches Wohngebäude mit unter Holzbekleidung verborgenem Fachwerk im Obergeschoss, baugeschichtlich von Bedeutung | 09203579 |
| Weitere Bilder                          | Mietshaus in offener Bebauung mit Vorgarten, ehemaliges Postamt | Zwickauer Straße 473 (Karte)             | Um 1905 | Schlichter, aber qualitätvoller gründerzeitlicher Mietsbau mit charakteristischem hölzernem Eingangsvorbau, baugeschichtlich von Bedeutung | 09203621 |
| Weitere Bilder                          | Brauerei Reichenbrand mit Gaststätte sowie Toreinfahrt zum Hof | Zwickauer Straße 478 (Karte)             | Um 1925 | Vollständig erhaltener Gebäudekomplex aus rückwärtigen Braugebäuden mit markanter Fassadengliederung in Ziegel, straßenseitigem Gaststättenbau und Betriebshof mit repräsentativem Einfahrtstor, baugeschichtlich von Bedeutung | 09203626 |
| Weitere Bilder                          | Wohnhaus mit Vorgarten | Zwickauer Straße 480 (Karte)             | Bezeichnet mit 1827 | Einfaches ländliches Wohnhaus mit sichtbarer Fachwerkkonstruktion im Obergeschoss, weitestgehend original, baugeschichtlich von Bedeutung | 09203669 |
| Weitere Bilder                          | Mietshaus (zwei Hausnummern) in offener Bebauung in Ecklage, mit Läden | Zwickauer Straße 481, 483 (Karte)        | Um 1917/19, Entwurf von 1915 | Architektonisch anspruchsvoller Putzbau im Reformstil der Zeit um 1910, von großer städtebaulicher sowie baugeschichtlicher Bedeutung | 09301338 |
|                                         | Wohnhaus mit Vorgarten | Zwickauer Straße 484 (Karte)             | 1. Drittel 19. Jahrhundert | Ländliches Wohnhaus, Fachwerk unter Schieferbekleidung des Obergeschosses erhalten, baugeschichtlich von Bedeutung | 09203581 |
|                                         | Gasthaus mit rückwärtigen Anbauten und Festsaal | Zwickauer Straße 485 (Karte)             | 1. Hälfte 19. Jahrhundert (Gasthaus); Ende 19. Jahrhundert (Festsaal)                                                                                  | Historisch bedeutsame Anlage mit bemerkenswertem, dreischiffigem Saalanbau sowie weiterem, in den Hauptbau integrierten Festsaal, Portal von Halbsäulen gerahmt | 09203622 |
|                                         | Wohnstallhaus mit seitlichem Anbau und Vorgarten | Zwickauer Straße 488 (Karte)             | 1. Drittel 19. Jahrhundert | Kleines ländliches Wohnhaus, außergewöhnlich gut erhalten, mächtiges Schopfwalmdach, im Obergeschoss unter Verkleidung Fachwerk, zeitgenössischer seitlicher Anbau, baugeschichtlich von Bedeutung | 09203624 |
| Weitere Bilder                          | Häuslerhaus | Zwickauer Straße 490 (Karte)             | 1. Drittel 18. Jahrhundert | Kleines ländliches Wohnhaus, Fachwerk mit Lehmausfachungen im Obergeschoss, weitestgehend unverändert, baugeschichtlich von Bedeutung | 09203625 |
| Weitere Bilder                          | Wohnhaus | Zwickauer Straße 511 (Karte)             | 1. Drittel 19. Jahrhundert | Gut erhaltenes ländliches Wohnhaus mit Fachwerk-Obergeschoss, Satteldach mit vielfältig gruppierten Gaupen, baugeschichtlich von Bedeutung | 09203603 |
| Weitere Bilder                          | Häuslerhaus | Zwickauer Straße 513 (Karte)             | Um 1800 | Weitgehend original erhaltenes ländliches Wohnhaus mit Fachwerk-Obergeschoss, baugeschichtlich von Bedeutung | 09203643 |
| Weitere Bilder                          | Johanneskirche mit Ausstattung, Kirchplatz und niedriger Einfriedungsmauer | Zwickauer Straße 514 (Karte)             | 1802–1810 (Kirche); 1804–1810 (Kirchenausstattung); vor 1810 (Altar und Empore); wohl 18. Jahrhundert (Kruzifix)                                       | Klassizistischer Kirchenbau in platzbeherrschender Lage an einer Straßengabelung im Zentrum Reichenbrands, markante Kolossalgliederung insbesondere an der östlichen Schaufassade, auch im Inneren hervorragend erhaltenes Beispiel einer Predigtkirche im Übergang vom Barock zum Klassizismus, baugeschichtlich, künstlerisch und ortsgeschichtlich von Bedeutung | 09203584 |
| Weitere Bilder                          | Denkmal für die Gefallenen des Deutsch-Französischen Krieges | Zwickauer Straße 514 (Karte)             | 1895 | Ortsgeschichtlich von Bedeutung | 09307417 |
| Weitere Bilder                          | Wohnhaus und Seitengebäude eines Pfarrhofes, mit umgebendem Garten | Zwickauer Straße 516 (Karte)             | Bezeichnet mit 1829 (Pfarrhaus); 2. Hälfte 18. Jahrhundert (Seitengebäude)                                                                             | Stattliches Wohnhaus mit Fachwerkobergeschoss sowie eine später als Kirchnerhaus genutzte Stallscheune in dominanter Lage neben der Kirche, Gebäudegruppe erhaltenswert aufgrund der ortsgeschichtlichen Bedeutung als Pfarrhof sowie aufgrund der städtebaulichen Situation | 09203642 |
|                                         | Mietshaus in offener Bebauung | Zwickauer Straße 522 (Karte)             | Um 1900 | Anspruchsvoll gestalteter gründerzeitlicher Mietsbau mit straffer, sehr gut erhaltener und ungewöhnlicher Fassadengliederung (Erdgeschoss Ziegel-, Obergeschoss Putzfassade), baugeschichtlich von Bedeutung | 09203661 |
| Weitere Bilder                          | Wohnstallhaus, Seitengebäude und Scheune eines Bauernhofes | Zwickauer Straße 530 (Karte)             | Um 1800 | Gut erhaltene Gebäudegruppe, zumeist mit Sichtfachwerk im Obergeschoss, hohe Satteldächer mit ortsüblich kleinem Schopf, baugeschichtlich, sozialgeschichtlich und wirtschaftsgeschichtlich von Bedeutung | 09203599 |
| Weitere Bilder                          | Wohnhaus | Zwickauer Straße 534 (Karte)             | Um 1800 | Ländliches Wohnhaus, erhaltenswert aufgrund der unter Bekleidung erhaltenen Fachwerkkonstruktion im Obergeschoss, baugeschichtlich von Bedeutung | 09203600 |
|                                         | Mietvilla mit Garten und Einfriedungsmauer | Zwickauer Straße 538 (Karte)             | Um 1900 | Sehr qualitätvoller, gut erhaltener gründerzeitlicher Wohnbau mit markantem Bauschmuck (Fachwerkgiebel), baugeschichtlich von Bedeutung | 09203148 |

## Ehemalige Denkmäler
| Bild                                    | Bezeichnung                 | Lage                                          | Datierung                  | Beschreibung | ID       |
| --------------------------------------- | --------------------------- | --------------------------------------------- | -------------------------- | --- | -------- |
| Direkt Bild zu diesem Denkmal hochladen | Bauernhof                   | An den Gütern 2 (Karte)                       |                            | Abgerissen zwischen 2001 und 2006, Streichung aus der Denkmalliste vor 2010 |          |
| Direkt Bild zu diesem Denkmal hochladen | Wohnhaus                    | Grenzweg 9 (Karte)                            |                            | Abgerissen zwischen 2001 und 2006, Streichung aus der Denkmalliste vor 2010. |          |
| Direkt Bild zu diesem Denkmal hochladen | Wohnhaus                    | Grenzweg 19 (Karte)                           | Um 1800                    | Weitestgehend original erhaltenes ländliches Wohnhaus mit verschiefertem Fachwerkobergeschoss, symmetrische Aufteilung an Fenstern und Gaupen, baugeschichtlich von Bedeutung. Abgerissen zwischen 2012 und 2016.    | 09203638 |
|                                         | Wohnhaus                    | Gutssteig 1 (Karte)                           | Um 1800                    | Einfaches ländliches Wohnhaus, markantes Schopfwalmdach, Fachwerkkonstruktion im Obergeschoss unter Verkleidung erhalten, baugeschichtlich von Bedeutung                                                             | 09203660 |
| Direkt Bild zu diesem Denkmal hochladen | Wohnhaus                    | Gutssteig 8 (Karte)                           | Vermutlich 1834            | Strumpfwirkerhaus, in Chemnitz und Umgebung in vergleichbarer Art nicht mehr anzutreffen, von hausgeschichtlichem und sozialgeschichtlichem Wert, baugeschichtlich von Bedeutung. Zwischen 2002 und 2006 abgerissen. | 09203656 |
| Weitere Bilder                          | Wohnhaus und Vorgarten      | Hohensteiner Straße 34 (Karte)                |                            | Erhalten, Streichung aus der Denkmalliste vor 2010 |          |
| Direkt Bild zu diesem Denkmal hochladen | Wohnhaus und Gaststätte     | Hohensteiner Straße 42 (Karte)                |                            | Abgerissen zwischen 2001 und 2006, Streichung aus der Denkmalliste vor 2010 |          |
| Weitere Bilder                          | Wohnhaus                    | Hohensteiner Straße 46 (Karte)                | Um 1800                    | Einfacher ländlicher Wohnbau mit unter Verkleidung erhaltener Fachwerkkonstruktion im Obergeschoss, markantes Schopfwalmdach, baugeschichtlich von Bedeutung                                                         | 09203606 |
|                                         | Mietshaus und Laden         | Hohensteiner Straße 48 (Karte)                |                            | Erhalten, Streichung aus der Denkmalliste vor 2010 |          |
|                                         | Wohnhaus                    | Nevoigtstraße 26 (Karte)                      |                            | Erhalten, Streichung aus der Denkmalliste 2010 |          |
| Direkt Bild zu diesem Denkmal hochladen | Wohnhaus mit Garten         | Rabensteiner Straße 5 (Karte)                 | 2. Drittel 19. Jahrhundert | Einfacher ländlicher Wohnbau, unter Verkleidung Fachwerk im Obergeschoss, markantes Krüppelwalmdach, baugeschichtlich von Bedeutung                                                                                  | 09203614 |
|                                         | Mietvilla und Garten        | Röntgenstraße 2 (Karte)                       |                            | Erhalten, Streichung aus der Denkmalliste 2010 |          |
| Direkt Bild zu diesem Denkmal hochladen | Ländliches Wohnhaus         | Röntgenstraße 23 (Karte)                      | 1. Drittel 19. Jahrhundert | Stattlicher ländlicher Wohnbau mit hohem Satteldach, unter Verkleidung Fachwerk im Obergeschoss, weitestgehend unverändert, baugeschichtlich von Bedeutung. Abgerissen zwischen 2009 und 2012.                       | 09203619 |
| Direkt Bild zu diesem Denkmal hochladen | Häuslerei und Nebengebäude  | Uferweg 2 (Karte)                             |                            | Abgerissen zwischen 2009 und 2012, Streichung aus der Denkmalliste vor 2010 |          |
| Direkt Bild zu diesem Denkmal hochladen | Eisenbahnbrücke             | Unritzstraße (Karte)                          |                            | Ca. 2001 durch Neubau ersetzt, Streichung aus der Denkmalliste vor 2010 |          |
| Direkt Bild zu diesem Denkmal hochladen | Eisenbahnbrücke             | Zwickauer Straße – Ecke Nevoigtstraße (Karte) |                            | 2001 durch Neubau ersetzt, Streichung aus der Denkmalliste vor 2010 |          |
| Weitere Bilder                          | Bauernhof und Einfriedung   | Zwickauer Straße 482 (Karte)                  |                            | Erhalten, Streichung aus der Denkmalliste vor 2010 |          |
| Weitere Bilder                          | Fabrik, Villa und Vorgarten | Zwickauer Straße 548 (Karte)                  |                            | Erhalten, Streichung aus der Denkmalliste 2010 |          |

## Tabellenlegende
- Bild: Bild des Kulturdenkmals, ggf. zusätzlich mit einem Link zu weiteren Fotos des Kulturdenkmals im Medienarchiv Wikimedia Commons. Wenn man auf das Kamerasymbol klickt, können Fotos zu Kulturdenkmalen aus dieser Liste hochgeladen werden:
- Bezeichnung: Denkmalgeschützte Objekte und ggf. Bauwerksname des Kulturdenkmals
- Lage: Straßenname und Hausnummer oder Flurstücknummer des Kulturdenkmals. Die Grundsortierung der Liste erfolgt nach dieser Adresse. Der Link (Karte) führt zu verschiedenen Kartendiensten mit der Position des Kulturdenkmals. Fehlt dieser Link, wurden die Koordinaten noch nicht eingetragen. Sind diese bekannt, können sie über ein Tool mit einer Kartenansicht einfach nachgetragen werden. In dieser Kartenansicht sind Kulturdenkmale ohne Koordinaten mit einem roten bzw. orangen Marker dargestellt und können durch Verschieben auf die richtige Position in der Karte mit Koordinaten versehen werden. Kulturdenkmale ohne Bild sind an einem blauen bzw. roten Marker erkennbar.
- Datierung: Baubeginn, Fertigstellung, Datum der Erstnennung oder grobe zeitliche Einordnung entsprechend des Eintrags in der sächsischen Denkmaldatenbank
- Beschreibung: Kurzcharakteristik des Kulturdenkmals entsprechend des Eintrags in der sächsischen Denkmaldatenbank, ggf. ergänzt durch die dort nur selten veröffentlichten Erfassungstexte oder zusätzliche Informationen
- ID: Vom Landesamt für Denkmalpflege Sachsen vergebene, das Kulturdenkmal eindeutig identifizierende Objekt-Nummer. Der Link führt zum PDF-Denkmaldokument des Landesamtes für Denkmalpflege Sachsen. Bei ehemaligen Kulturdenkmalen können die Objektnummern unbekannt sein und deshalb fehlen bzw. die Links von aus der Datenbank entfernten Objektnummern ins Leere führen. Ein ggf. vorhandenes Icon  führt zu den Angaben des Kulturdenkmals bei Wikidata.

## Ausführliche Denkmaltexte
1. ↑  Villa in der Reichenbrander Straße 6:

Der im Westen von Chemnitz liegende Ortsteil Reichenbrand gehörte vor seiner Eingemeindung nach Chemnitz im Jahr 1950 zur Stadt Siegmar-Schönau. Um 1870 besaß Reichenbrand noch einen ausgeprägten ländlichen Charakter, wovon die großen Hofanlagen zu beiden Seiten der heutigen Zwickauer Straße in den historischen Karten zeugen. Mit dem Anschluss an die bereits bestehende elektrische Vorortbahn Chemnitz–Schönau 1898 wurde eine schnelle Verbindung in das nahe Chemnitz möglich. In den folgenden Jahren siedelten sich verschiedene Unternehmen in Reichenbrand an, wozu auch das 1909 durch Carl Theodor Müller errichtete Fabrikgebäude der 1864 gegründeten Mitteldeutschen Trikotagen- und Strumpffabrik an der Reichenbrander Straße gehörte. Das vermutlich um 1870 errichtete Wohnhaus war ursprünglich Bestandteil eines Vierseithofes und wurde durch den Erben und späteren Besitzer Rudolf Theodor Müller aufwendig zu einer Villa umgestaltet und modernisiert. Dies belegen Baupläne aus dem Jahr 1926. Der zweigeschossige Putzbau mit flachem Walmdach besitzt eine historisierende Fassade, die durch bauzeitliche waagerechte Fensterverdachungen und einen Konsolfries unter der Traufe gegliedert wird. Mit dem Umbau und der aufwändigen Sanierungim Inneren erhielt das Gebäude einen straßenseitigen Erker mit geometrischen Ornamenten. In dieser Zeit ist wohl auch der nordwestlich angrenzende Gartenbereich dem Wohnhaus zugeordnet worden, wobei das runde Wasserbecken bereits 1909 laut topographischer Karte an heutiger Stelle verzeichnet ist. Trotz Verlusten in den letzten Jahren (z. B. Holzpavillon) haben sich wesentliche Gestaltungselemente des Gartens erhalten. Im ihm ist ein wertvoller Altbaumbestand vorhanden, dazu gehören eine mittig angeordnete große Eiche, fünf Eichen an der nördlichen Gartengrenze, eine Esche, zwei Kiefern und Rhododendren entlang der straßenseitigen Einfriedung sowie weitere Rhododendren nahe dem Wasserbecken. Außerdem haben sich die bereits erwähnte Einfriedung zur Reichenbrander Straße, bestehend aus verputztem Sockel mit schmiedeeisernen Ziergittern, sowie die straßenseitigen Torpfeiler der Einfahrt und eine Gartenpforte aus gemauerten Natursteinen erhalten. Aus den genannten Gründen ist die Villa mit zugehörigem Villengarten baugeschichtlich, ortsgeschichtlich, garten- und landschaftsgestaltend von Bedeutung.
2. ↑  Einzeldenkmale innerhalb der Sachgesamtheit Johannesfriedhof:
  - Aussegnungshalle: mit basilikalem Querschnitt unter sehr flachem Walmdach, drei mächtige Eingangstüren
  - Ehrenmal für Gefallene des Ersten Weltkrieges: Aus schlichten Natursteinmauern in Schiefer, an zwei Seiten (zur Straße und zur Aussegnungshalle) zu leicht erhöhten Pfeilerstellungen aufgelöst. "Das Denkmal für den Ersten Weltkrieg ist wie eine, nur noch aus den Außenmauern bestehende, Ruine gestaltet. An den Innenwänden hängen zwei Tafeln mit den Namen. Leider wurden mehrere Tafeln mit Namen entfernt. (Es fehlen die Tafeln ab Juli 1917 bis zum Ende des Krieges.) Die Stellen, an denen diese befestigt waren, sind gut zu erkennen. ... Die fehlenden Tafeln sind eingelagert worden (Stand 2011) ... Die Ehrenstätte ist im Jahre 1931 von dem Dresdner Architekten Naumann geschaffen worden. Material: Harthauer Bruchschiefer und getriebene Bronzetafeln, auf denen die Namen der im Weltkrieg 1914–19 Gefallenen angebracht sind. Die Stätte, in der Art eines Säulenhofes errichtet, passt sich wegen ihrer natürlichen Bauweise und der einfachen Linienführung gut in die Friedhofsanlage ein." (Onlineprojekt Gefallenendenkmale)
  - Grabfeld und Gedenkstein für Bombenopfer: einfacher Inschriftstein sowie Grabplatten für 75 Opfer eines bombardierten Flüchtlingszuges, welcher zum Zeitpunkt eines Bombenangriffs in Reichenbrand gewesen ist
  - Gedenkstein für Bürger aus Siegmar und Reichenbrand, welche bei der Bombardierung ihrer Orte 1944 und 1945 ums Leben gekommen waren
  - Denkmalgeschützte Grabmale:
    - Grabmal Friedrich Max Klinger, ehemaliger Bürgermeister der Stadt Siegmar von 1900 bis 1932
    - Grabmal Familie Hörtzsch, um 1930
    - Erbbegräbnis Familien Weigand und Bremer
    - Erbbegräbnis Familie Uhlmann, u. a. für den Buchdruckereibesitzer und Verleger der Heimatnachrichten Otto Uhlmann (1864–1933), Grab um 1933
    - Erbbegräbnis Familie R. Max Friedrich, vermutlich 1925 für Selma Anna Friedrich angelegt
    - Grabmal für Theo Nestler, „Dem Sänger der Heimat“ (1869–1932)
    - Erbbegräbnis Familie Wahren, um 1930
    - Erbbegräbnis Familien Jacobs und Hayn, u. a. für Willy Jacobs (1880–1927)

Gärtnerisch gestaltete Friedhofsanlage mit ortsgeschichtliche bedeutsamen Denkmalen und Grabanlagen.
3. ↑  Mietshaus Zwickauer Straße 481, 483:

Dreigeschossig, breit lagernd, als Doppelwohnhaus geplantes Gebäude. Im Erdgeschoss ursprünglich großzügige Ladenfront mit vier Läden – weitgehend erhalten, in beiden Obergeschossen Wohnungen, die Straßenfassade in zeittypischer Gestaltung mit verkröpften Fensterbankgesimsen im ersten und zweiten Obergeschoss, weiterhin ein Kranzgesims, die Rechteckfenster beider Stockwerke wurden zu Zweiergruppen zusammengefasst, teilweise mit waagerechten Verdachungen bzw. geschwungenen Verdachungen. Die Fassade wurde durch Putzstuckdekorationen (u. a. Wappen) gegliedert. Zum Zeitpunkt der Denkmalerfassung waren die Fenster original mit gesprossten Oberlichtfenstern teilweise erhalten, auch die Fenster der vier originalen Gauben wiesen gesprosste Oberlichtfenster auf. Im Inneren war ein guter Originalzustand anzutreffen – u. a. das Treppenhaus mit zweiläufiger Treppe oder die zeittypischen Wohnungstüren.

Das Wohn- und Geschäftshaus steht in unmittelbarer Nachbarschaft der Dorfkirche von Reichenbrand, des Gasthofes, des Rathauses und der ehemaligen Kirchschule und bildet mit diesen Gebäuden das Zentrum des ursprünglich eigenständigen Dorfes Reichenbrand – zugleich ist dieses Gebäude ebenso wie das nahe gelegene Rathaus ein baulicher Zeuge der sich vollziehenden Verstädterung des Dorfes Reichenbrand. Der Denkmalwert ergibt sich somit aus dem baugeschichtlichen, stadtentwicklungsgeschichtlichen sowie städtebaulichen Wert.